# Melanie Onn
Melanie Onn (née le 19 juin 1979) est une femme politique britannique qui est députée de Great Grimsby de 2015 à 2019. Membre du Parti travailliste, elle est leader adjoint fantôme de la Chambre des communes de septembre 2015 à juin 2016 et ministre fantôme du Logement de juillet 2017 à mars 2019. Aux élections générales de 2019, elle perd le siège au profit de la candidate conservatrice Lia Nici-Townend.
Après avoir quitté le Parlement, elle devient directrice générale adjointe de RenewableUK. Elle est réélue en juillet 2024.

## Jeunesse et carrière
Melanie Onn est née à Grimsby, dans le nord-est du Lincolnshire, en Angleterre, le 19 juin 1979. Elle grandit dans la ville et vit dans deux lotissements (Nunsthorpe et Grange). Onn fréquente la Healing School et le Franklin College,. À l'âge de 17 ans, après une brouille avec sa tante, avec qui elle vivait, Onn demande l'aide de Doorstep, une organisation caritative basée à Grimsby qui fournit une aide au logement aux jeunes. Elle est diplômée de l'Université du Middlesex avec un diplôme en politique, en études internationales et en philosophie.
Elle travaille pendant 10 ans au siège du Parti travailliste, devenant le chef de l'Unité de conformité du parti. En 2009, elle se présente aux élections du Parlement européen pour la région du Yorkshire et Humber, se classe cinquième sur la liste régionale du Labour. En 2010, elle est permanente régionale pour le syndicat du secteur public UNISON.

## Carrière parlementaire
Onn est choisie comme candidate travailliste pour Great Grimsby sur une liste restreinte de femmes en juillet 2014, à la suite de l'annonce de la retraite du député en exercice, Austin Mitchell. Aux élections générales de 2015, elle conserve le siège de son parti avec une majorité de 4540 voix, contre 714 lors des élections précédentes.
Onn est une défenseur de l'industrie des énergies renouvelables et travaille pour promouvoir l'industrie à Grimsby, que Tom Bawden dans un article de 2016 du journal The Independent décrit comme la "capitale des énergies renouvelables de l'Angleterre".
En septembre 2015, Onn est nommée chef adjoint de l'ombre de la Chambre des communes, travaillant aux côtés du chef de l'ombre Chris Bryant.
Elle fait campagne pour que la Grande-Bretagne reste dans l'Union européenne, malgré le vote de sa circonscription en faveur du départ par l'une des plus grandes marges du pays. À la suite du résultat, elle vote à la Chambre des communes pour déclencher l'article 50 du traité sur l'Union européenne, le processus par lequel les États membres peuvent se retirer de l'Union européenne. En septembre 2017, elle vote contre le projet de loi de retrait de l'UE, conformément aux consignes du parti travailliste.
Elle fait partie des nombreux ministres fantômes à démissionner à l'été 2016 en opposition au leadership de Jeremy Corbyn. Elle soutient Owen Smith dans la tentative infructueuse de remplacer Corbyn lors des élections à la direction du Parti travailliste de 2016.
Le 7 septembre 2016, elle présente un projet de loi d'initiative parlementaire visant à protéger les droits des travailleurs dans le droit britannique après le Brexit. Le projet de loi devait faire sa deuxième lecture à la Chambre des communes le 13 janvier 2017, mais est victime de l'obstruction des députés conservateurs,.
Le 3 juillet 2017, elle est nommée au poste de ministre fantôme du logement.
Le 27 mars 2019, elle quitte ses fonctions pour voter contre un deuxième référendum sur le Brexit et vote pour l'accord de retrait de Boris Johnson sur le Brexit à l'automne 2019.
Onn milite pour changer la loi pour donner une plus grande protection aux victimes présumées de viol. À la suite de l'affaire R v Evans, elle déclare que «passer en revue les antécédents sexuels de la victime est beaucoup plus susceptible de dissuader les gens de dénoncer».
Aux élections générales de 2019, elle perd son siège de Grimsby au profit de la conservatrice Lia Nici. Elle obtient 10 819 voix contre 18 150 voix pour les conservateurs.
En février 2020, elle est nommée directrice générale adjointe de RenewableUK. Elle est réélue en juillet 2024.

## Vie privée
Onn épouse Christopher Jenkinson, un secrétaire régional du syndicat UNISON,, en 2014. Ils ont un fils.